# Snug Harbour (Labrador)
Snug Harbour est une petite communauté non organisée saisonnière de pêche située sur la côte de l'océan Atlantique à l'est du Labrador, dans la partie continentale de la province de Terre-Neuve-et-Labrador au Canada.

## Toponymie
Le nom Snug Harbour signifiant port confortable en anglais fait référence au lieu abrité facile d'accès disposant de ressources en eau et en bois.

## Géographie
Snug Harbour se trouve sur la côte du Labrador au fond d'une havre ouverte au niveau la pointe Murray (anglais : Murray Point) sur l'extrémité sud de la baie Hawke (anglais : Hawke Bay) puis l'océan Atlantique à l'est et comptant plusieurs criques.
Le havre est relativement large, avec un bassin d'environ 800 mètres d'ouest en est et long d'environ 1,6 kilomètre du nord au sud. L'entrée au nord est assez étroite, large d'environ 260 mètres.
Le havre est bien abrité de la houle venue de l'est par une presqu'île du continent ainsi que par l'île Cooper située au large au nord-est.
Le côté ouest du bassin est encombré d'îlots et de hauts-fonds. 
Le havre est bordé de rives rocheuses nues mais peu abruptes, entouré de collines dont la plus haute atteint plus de 110 mètres d'altitude au nord-ouest.
L'établissement de Snug Harbour compte moins d'une dizaine de bâtiments concentrés autour d'une petite crique à l'ouest du havre sur une bande rocheuse à l'est de la crique large d'une centaine de mètres et de moins d'une dizaine de mètres d'altitude séparant un lac de l'océan. Le ruisseau émissaire du lac coupe la bande de terre et rejoint l'océan au fond de la crique. Un ponton se trouve de l'autre côté de la crique. Deux construction isolées se trouvent à 500 mètres au nord sur la rive ouest du havre et un ponton se trouve au fond de la grande crique à l'extrémité sud du havre.
La végétation est très réduite avec quelques arbres dans les zones abritées au milieu des rochers, du fait de la houle de l'océan Atlantique et de l'influence du courant glacial du Labrador conférant aux lieux un climat subarctique marginal (Köppen Dfc) qui est très proche d'un climat polaire (Köppen ET), ce qui crée la limite des arbres la plus au sud de l'hémisphère nord sur la côte du Labrador.
Les icebergs dérivent continuellement dans les premiers mois de navigation

## Histoire
Snug Harbour a été un établissement de pêche actif au XIXe siècle et jusqu'au milieu du XXe siècle avant de décliner à l'instar des autres communautés du secteur.
L'établissement de Snug Harbour a été fondé avant les années 1880 et abandonné après 1966.

## Population
Snug Harbour est un établissement portuaire isolé qui ne compte pas de population permanente en 2020.
Des pêcheurs se rendent périodiquement sur les lieux.

## Transports
Snug Harbour n'est accessible qu'en bateau. Seules les embarcations de taille modeste peuvent entrer dans le havre puis la crique en passant par le centre du chenal suffisamment profond. Snug Harbour est doté de deux pontons d'amarrage.
Les localités les plus proches sont Pinsent's Arm à environ 30 kilomètres de bateau au sud et Charlottetown à environ 40 kilomètres de bateau au sud-ouest, situées sur la côte sud de la baie Saint Michel. Les conditions de navigation sont compliquées par les courants induits par les fortes marées et la météorologie changeante.
Pinsent's Arm est reliée par la route 514 à Charlottetown (24 kilomètres) et au reste du Canada.